# Teodora Simionescu
Teodora Simionescu, coniugata Predescu (Bucarest, 1935 – luglio 2024), è stata una cestista rumena.

## Carriera
Con la Romania ha disputato i Campionati mondiali del 1959 e due edizioni dei Campionati europei (1956, 1960).